# Order Sławy Pracy
Order Sławy Pracy (ros. Орден Трудовой Славы) – radzieckie cywilne odznaczenie państwowe nadawane za zasługi w pracy.

## Historia
Order został ustanowiony dekretem Prezydium Rady Najwyższej ZSRR z dnia 18 stycznia 1974 roku dla nagrodzenia osób, które wyróżniły się w pracy. W dniach 19 lutego 1981 i 25 czerwca 1984 roku wydano dekrety częściowo zmieniające statut orderu, rozszerzające listę osób, które mogły otrzymywać ten order.
Dekretem z dnia 2 marca 1992 roku Prezydium Rady Najwyższej Federacji Rosyjskiej order został zniesiony i przestano go nadawać.

## Zasady nadawania
Order posiadał trzy klasy, w każdej klasie mógł być nadawany tylko raz, przy czym nadanie odbywało się od klasy III a nadanie kolejnego orderu mogło nastąpić tylko w przypadku posiadania orderu niższej klasy.
Order nadawany był pracownikom zakładów przemysłowych, gospodarstw rolnych, transportu, zakładów usługowych a także pracownikom nauki, oświaty i instytucji państwowych za osiągnięcia w pracy, a w szczególności za:
- za wysoką wydajność, systematyczny spełnienie norm pracy i planów,
- za osiągnięcia wysokiej wydajności i produkcji wysokiej jakości, obniżanie kosztów materiałów i redukcji kosztów pracy,
- za działalność innowacją w zakresie pracy, cennych wynalazków i innowacji, aktywnie zaangażowanych w rozwój i wykorzystanie nowych technik i zaawansowanych technologii,
- za osiągnięcie wysokich plonów i wydajności zwierząt gospodarskich,
- za działania i wkład w ograniczenie czasu i poprawa jakości budowy zakładów produkcyjnych, kulturalnych i obiektów społecznych, mieszkania i terminowego wprowadzenia ich do użytku,
- wybitne sukcesy w szkoleniu i kształceniu młodych robotników, kołchoźników,
- doskonałości w nauczaniu i wychowywaniu dzieci i młodzieży oraz przygotowanie ich do życia i pracy.

Zgodnie ze statutem osobom wyróżnionym tym orderem wszystkich trzech klas przysługiwały następujące przywileje:
- zwiększenie wysokości emerytury o 15 procent,
- zapewnienie w pierwszej kolejności mieszkania lub podniesienia jako standardu,
- raz w roku bezpłatny bilet w obie strony na przejazd pociągiem pospiesznym lub pasażerskim w I klasie lub w transporcie wodnym, powietrznym i dalekobieżnym transporcie samochodowym w kabinach kl. I.,
- bezpłatne przejazdy komunikacją miejską, a na terenie wiejskim także w komunikacji lokalnej,
- bezpłatny pobyt raz w roku w domu wypoczynkowym, sanatorium lub innej instytucji leczniczej zgodnie z zaleceniami lekarza.

Po raz pierwszy ordery kl. III zostały nadane w dniu 21 sierpnia 1974, gdy nadano 10 orderów klasy III. Pierwsze nadanie orderu kl. II miało miejsce w dniu 23 grudnia 1976, a kl. I w dniu 7 stycznia 1983 roku.
Order nadawany był w jest przez radę odznaczenia i był latach 1974 – 1991, w tym czasie nadano ponad 700 tys. orderów wszystkich klas, w tym
- klasy I – 952
- klasy II – ok. 50 000
- klasy III – ponad 650 000

## Opis odznaki
Odznaka odznaczenia wykonana jest ze srebra i ma postać wielokąta foremnego o wysokości 43 mm i szerokości 41 mm. Ramiona wielokąta wykonane są z promieni i w kl. I są pozłacane.
Na awersie w centralnej części jest koło zębate w kolorze naturalnym srebra wewnątrz którego znajduje się rysunek przedstawiający wielki piec hutniczy, zabudowania fabryczne oraz dźwigi budowlane, w dolnej części rysunku jest umieszczony sierp i młot, pozłacany w kl. I i II. Rysunek ten umieszczony jest na tle promieni, w klasie I promienie pokryte są czerwoną emalią, w kl. II – niebieską emalią, a w kl. III nie są pokryte emalią i mają kolor srebrny. Na kole zębatym jest pozłacany napis ТРУДОВАЯ СЛАВА (pol. Sława Pracy lub Chwała Pracy). Powyżej koła zębatego jest gwiazda pokryta czerwoną emalią, a poniżej na szarfie pokrytej czerwoną emalią pozłacany napis CCCP (pol. ZSRR). Koło zębate w dolnej części otoczone jest kłosami pszenicy, które są pozłacane - wszystkie w kl. I i II, a 2 dolne rzędy w kl. III.
Sierp i młot w kl. I i II oraz w pierwszych seriach orderów kl. III jest wykonany jako odrębny element, przynitowany do orderu za pomocą 2 nitów. W późniejszych seriach orderów klasy III sierp i młot był wybijany łącznie z orderem - stanowił z nim jedną część.
Rewers orderu jest gładki, znajduje się na nim wypukła sygnatura mennicy oraz wyryty numer. Widać na nim również nity mocujące sierp i młot.
Odznakę orderu zaprojektował główny projektant mennicy państwowej ZSRR Goznak – J. M. Jegorow. 
Order zawieszony jest na pięciokątnej blaszce pokrytej wstążką o szer. 24 mm w połowie kolory szarego, a w drugiej żółtego. Przy czym na krawędzi od strony szarej jest cienki pasek koloru żółtego. Natomiast w zależności od klasy na części koloru żółtego znajdują się paski koloru czerwonego, w klasie I – jeden o szer. 5 mm, w kl. II – dwa o szer. 2 mm i w kl. III – trzy o szer. 1 mm.